# Енбекшил (Карагандинская область)
Енбекшил (каз. Еңбекшіл) — село в Шетском районе Карагандинской области Казахстана. Входит в состав Аксу-Аюлинского сельского округа. Код КАТО — 356430400.

## Население
В 1999 году население села составляло 263 человека (145 мужчин и 118 женщин). По данным переписи 2009 года, в селе проживало 177 человек (98 мужчин и 79 женщин).